# Gilbertiodendron robynsianum
Gilbertiodendron robynsianum là một loài rau đậu thuộc họ Fabaceae.
Loài này chỉ có ở Bờ Biển Ngà.
Chúng hiện đang bị đe dọa vì mất môi trường sống.